# Hans Aschenborn
Hans Aschenborn (Kiel, 1888. február 1. – Kiel, 1931. április 10.) német–namíbiai festőművész, szerző és író. 1909-ben emigrált a német gyarmat Namíbiába, ahol megvette a „Quickborn” farmot.

## Válogatott kiállításai
- 1965 3 Generations Aschenborn Windhoek (Namibia)[5]
- 1981 Hans Anton Aschenborn Commemorative Exhibition - Arts Association Namibia (napjainkban Namíbiai Művészeti Galéria), Windhoek[6][7]

## Bibliográfia
- Vollmer, Hans  (1953), Allgemeines Lexikon der bildenden Künstler des XX. Jahrhunderts, Volume 1, E. A. Seemann, Leipzig, p. 71
- Allgemeines Künstlerlexikon (1992), Die Bildenden Künstler aller Zeiten und Völker, Volume 5, Saur, Munich 1992, pp. 383
- Kloppers, Sas (2012) Directory of Namibian Artists, Dream Africa Productions and Publishing, ISBN 978-0-620-51746-1
- Roos, Nico (1978), Art in South-West Africa ISBN 0799303445